# 1756 na política
Nesta página encontrará referências aos acontecimentos directamente relacionados com política ocorridos durante o ano de 1756.

## Eventos
- Iniciou a Guerra dos Sete Anos, motivada pela disputa por territórios situados na África, Ásia e América do Norte.

## Nascimentos
| Data                           | Nome              | Profissão | Nacionalidade | Observações | Ref |
| ------------------------------ | ----------------- | --- | ------------- | ----------- | --- |
| 15 de setembro ou 5 de outubro | Patrício da Silva | ministro e secretário do Ministério dos Negócios Eclesiásticos e da Justiça, Bispo de Castelo Branco, Arcebispo de Évora, Cardeal-Patriarca de Lisboa | Portugal      | m. 1840     |     |

## Mortes
| Data           | Nome         | Profissão               | Nacionalidade                | Observações            | Ref |
| -------------- | ------------ | ----------------------- | ---------------------------- | ---------------------- | --- |
| 7 de fevereiro | Sepé Tiaraju | líder guerreiro guarani | Portugal · ( Brasil Colónia) | n. (data desconhecida) |     |